# Карл Плагге
Карл Плагге (нім. Karl Plagge; 10 липня 1897, Дармштадт — 19 червня 1957, Дармштадт) — німецький військовий інженер, котрий рятував євреїв під час Голокосту в Литві.
Плагге був ветераном Першої світової війни, з якої повернувся калікою. Здобув інженерну освіту. У 1931 році вступив до лав нацистської партії в надії допомогти Німеччині відновитися після економічного краху, спричиненого умовами Версальського договору. Після звільнення Плагге з посади лектора за відмову викладати расистську доктрину, а також за спротив політиці нацистів, він з 1935 року припинив участь у партійній діяльності, а з початком війни і зовсім залишив НСДАП.
Під час Другої світової війни Плагге використовував свою посаду штабного офіцера у німецькій армії для найму і захисту євреїв у Віленському гетто. Спершу він наймав євреїв, що мешкали в гетто, а коли ті в 1943 році потрапили в плани ліквідації, Плагге домігся створення виправно-трудового табору HKP 562, де знайшли прихисток багато євреїв-чоловіків. Їм видали офіційні дозволи на роботу під приводом, що вони володіють здібностями й навичками, що так життєво необхідні для ведення Німеччиною бойових дій. Водночас Плагге переконав керівництво, що згадані євреї працюватимуть краще, якщо їхні діти та дружини будуть живі. Втім, йому так і не вдалося перешкодити есесівцям ліквідувати євреїв, що залишилися, в липні 1944 року. Тим не менш, він зумів заздалегідь попередити їх про розправу, внаслідок чого близько 200 із них сховалися від карателів і дожили до звільнення Вільнюса Червоною армією. З 100 000 євреїв у Вільнюсі вижили тільки 2000, із яких найбільшу групу становили врятовані Плагге.
Плагге постав як обвинувачений на Нюрнберзькому процесі в 1947 році і був визнаний просто «пособником» нацистської партії, чия діяльність з порятунку проводилася з гуманітарних міркувань, а не в формі явної опозиції нацизму, оскільки це було вкрай важко зробити, будучи офіцером вермахту. Ті євреї, які вижили, дали свідчення на його захист. Згідно з істориком Кімом Прімелем, успіх рятувальних зусиль Плагге був пов'язаний з роботою всередині системи з порятунку євреїв, і ця позиція вимагала від нього «сірої зони» морального компромісу. Він помер через 10 років після суду, заявивши, що не вважає себе героєм.
У 2000 році історія його порятунку була розкрита сином вцілілої з HKP 562. У 2005 році, після двох невдалих клопотань меморіал Голокосту Яд ва-Шем все ж присвоїв йому звання «Праведник народів світу», поставивши його в один ряд з іншими такими ж членами нацистської партії, як Оскар Шиндлер, Георг Фердинанд Дуквіц, Гельмут Кляйніке і Ганс Вальц.

## Раннє життя
Багато з його предків були військовими лікарями. Батько Плагге помер у 1904 році, у нього залишилася дружина і двоє дітей: Карл і його старша сестра. Після закінчення гімназії Людвіга-Георга Плагге був призваний в Імперську німецьку армію. Він бився у званні лейтенанта в Першій світовій війні на Західному фронті, взявши участь в битвах на Соммі, Вердені і Фландрії. З 1917 по 1920 рік перебував у британському полоні, де захворів на поліомієліт і став інвалідом (з паралізованою лівою ногою). Після звільнення Плагге вивчав хімічне машинобудування в Технічному університеті Дармштадта, який закінчив у 1924 році. Замість цього він хотів вивчати медицину, але не зміг дозволити собі більш тривалу навчальну програму через фінансові проблеми. Після закінчення навчання він одружився з Анке Мадсен, але через брак коштів їм також довелося жити з матір'ю Плагге. Не маючи роботи, він влаштував удома фармацевтичну лабораторію.
Будучи лютеранином, Плагге перестав вірити в Бога через злочини, які він бачив під час Голокосту. Він був ідеологічно національним консерватором, але 1 грудня 1931 року вступив у нацистську партію. Під час судового процесу в рамках денацифікації Плагге заявив, що спочатку його привабили обіцянки Адольфа Гітлера і нацистської партії відновити німецьку економіку і повернути національну гордість, яка постраждала після підписання Версальського договору. З 1931 по 1933 рік Плагге працював місцевим організатором партії. Він вступив у конфлікт з керівництвом після 1933 року, коли Гітлер захопив владу. Згідно з його пізнішим свідченням, Плагге відмовлявся приймати нацистські расові теорії, які він вважав ненауковими, і відчував огиду до переслідувань політичних опонентів і розбещення багатьох нацистських чиновників. Замість того, щоб покинути партію, він спробував домогтися змін зсередини, прийнявши посаду наукового лектора і керівника нацистського освітнього інституту в Дармштадті. Через його відмову викладати нацистську расову ідеологію він був звільнений зі своєї посади в 1935 році. Місцевий партійний чиновник звинуватив Плагге в тому, що він перебував у добрих стосунках з євреями і масонами і виступав проти нацистського бойкоту єврейського бізнесу, погрожуючи залучити Плагге до партійного трибуналу. Замість цього Плагге припинив свою діяльність у партії, розчарувавшись у нацизмі.
У 1934 році Плагге почав працювати в інженерній компанії Hessenwerks, керованій Куртом Гессе, чия дружина Еріка була наполовину єврейкою. Наймаючи номінального нациста, Гессе сподівався запобігти «арієзації» (тобто конфіскації) свого бізнесу. Після Кришталевої ночі в 1938 році Плагге став хрещеним батьком сина Гессе Конрада. У тому ж році Карл став головним інженером Hessenwerks.

## Служба в Литві

### HKP 562
Плагге був призваний у вермахт як гауптман запасу на початку Другої світової війни і в той же час припинив платити членські внески нацистській партії. Служачи спочатку в Польщі після німецького вторгнення, він став свідком злочинів, які змусили його ухвалити рішення «працювати проти нацистів». У 1941 році він був призначений командувачем інженерним підрозділом Heereskraftfahrpark 562 (підрозділ технічного обслуговування транспортних засобів 562 або HKP 562; буквально «Армійський автомобільний парк»), який обслуговував і ремонтував військову техніку. Після німецького вторгнення в Радянський Союз HKP 562 був розгорнутий у Вільнюсі на початку липня 1941 року.
Плагге допомагав євреям, видаючи робочі дозволи чоловікам-євреям, що дозволяло їм вважатися основними і кваліфікованими робітниками незалежно від походження. Такого роду дозвіл на роботу захищав працівника, його дружину і до двох його дітей від операцій СС, що проводились у Вільнюському гетто, в ході яких євреїв без документів хапали і вбивали в Понарах. HKP 562 був особливо затребуваний євреями через те, що Плагге добре ставився до своїх працівників. Плагге також доклав зусиль, щоб допомогти полякам і радянським військовополоненим, змушеним працювати на вермахт. Плагге був майже повновладним у своєму закладі, зберігаючи незалежність, поки вони виконував ремонтні роботи, і працював над тим, щоб захистити своїх працівників від геноциду СС. Він перепризначив працівників-антисемітів так, щоб вони не зустрічалися з працівниками-євреями, і закрив очі на контрабанду і чорний ринок, які дозволяли робітникам вижити. Восени 1941 року, коли багато євреїв були зібрані та розстріляні під час «акцій», Плагге став четвертим за величиною роботодавцем євреїв у Вільнюсі, їм було виділено 261 дозвіл на роботу.
Коли його робітників хапали під час зачисток, Плагге намагався звільнити їх з Лукішкської в'язниці, перш ніж їх стратять у Понарах. Коли наприкінці 1941 року 70 єврейських робітників і їхні сім'ї були арештовані, Плагге перебільшив їх важливість для військової економіки Німеччини, зумівши домогтися їх звільнення. У 1942 році 200 євреїв, які працювали на Плагге, були заарештовані; той намагався домовитися з оберштурмфюрером СС Рольфом Нойгебауером, щоб домогтися їх звільнення, але не зміг їх врятувати. У 1943 році, після переговорів з СС, Плагге збільшив кількість працівників. У липні у нього було 394 єврея, а на момент ліквідації гетто у вересні їх було більше тисячі.

### Трудовий табір
Після повстання у Варшавському гетто в квітні 1943 року і зростання активності радянських партизан глава СС Генріх Гіммлер вирішив ліквідувати всі гетто, незалежно від рабської праці, які вони надавали для матеріального забезпечення вермахту. Зокрема, Вільнюське гетто було розцінене як загроза через великий підпільний рух у ньому і близькість партизан у лісах навколо міста. Плагге, який отримав звання майора, одержав дозвіл СС на створення Juden-KZ для HKP 562 на вулиці Субоч у передмісті Вільнюса. HKP 562 був єдиним підрозділом вермахту, якому дозволялося залишити єврейських робітників. 1 вересня близько 300 робітників Плагге були схоплені СС для перевезення в концтабір Клоога. Плагге вирушив на вокзал, де посперечався з унтер-офіцером СС Бруно Кіттелем, який відповідав за ліквідацію. Спершу домігшись їх звільнення, Плагге залишив євреїв зі своїми підлеглими, але командир Кіттеля, оберштурмфюрер СС Рольф Нойгебауер, наказав депортувати їх у будь-якому випадку. Плагге спробував зв'язатися з Нойгебауером, але не зміг, і всі євреї були депортовані в Клоогу. Тоді він наказав своїм підлеглим прийняти на роботу інших єврейських робітників, щоб замінити депортованих.
16 вересня 1943 року Плагге перевіз понад 1000 своїх єврейських робітників та їхні сім'ї з Вільнюського гетто в недавно побудований табір HKP на вулиці Субоч, 37, де вони залишалися у відносній безпеці. Плагге врятував не тільки кваліфікованих робітників-чоловіків, але також їхніх дружин і дітей, стверджуючи, що робітники без своїх сімей впадуть у депресію. Менш ніж через тиждень, 23 вересня, СС ліквідувало Вільнюське гетто. Решту євреїв було або негайно страчено в Понарах, або відправлено до концентраційних таборів в окупованій нацистами Європі. Кілька євреїв сховалися в руїнах гетто. Стверджуючи, що йому потрібно більше робітників, Плагге привів 100 заарештованих євреїв у HKP. Ще 100 євреїв були таємно завезені рухом Опору з мовчазної згоди Плагге, і число євреїв у таборі на початку 1944 року досягло 1250. Табір, що складався з двох багатоповерхових будинків, був оточений колючим дротом і охоронявся литовськими колабораціоністами і есесівцями. Близько 60 % євреїв працювали в майстерні з ремонту автомобілів або в майстерні з ремонту військової форми вермахту. Плагге створив різні виробництва для інших своїх працівників, в тому числі кролячу ферму, розплідник і столярну майстерню, оголосивши всіх своїх працівників необхідними для військових дій. Він рішуче чинив опір зусиллям СС щодо усунення цих працівників.
За словами історика Кіма Прімеля, в деяких випадках політика неконфронтації Плагге з СС ставила його «в складну ситуацію з серйозними моральними наслідками». Кілька разів до HKP 562 приїжджали вантажівки СС для перевезення євреїв у Понари для страти. У листопаді 1943 року єврейський в'язень на ім'я Давид Залькінд, його дружина і дитина спробували втекти з табору і були спіймані гестапо. Вони були страчені у дворі табору перед іншими в'язнями; офіцер СС, який виносив смертний вирок, повідомив, що він був приведений у виконання «згідно з наказом майора Плагге». Після страти Залькінда Бруно Кіттель і солдати СС також стратили 36 єврейок. 27 березня 1944 року, коли Плагге перебував у відпустці на батьківщині в Німеччині, СС провели «Дитячу акцію»: вони увійшли в табір, зібрали близько 250 дітей і літніх євреїв і відвезли їх у Понари для страти. Хоча Плагге після повернення заявив, що він міг врятувати дітей, якби був там, сумнівно, що він був на таке здатний. Мовчазна згода Плагге з цими вбивствами зробило його «[в] моральних термінах … в такій же мірі колабораціоністом», в якій і рятівником, — вважає Прімель. Однак співпраця Плагге була, «можливо, раціональним вибором», тому що він зміг врятувати більше євреїв, ніж будь-який інший член вермахту у Вільнюсі.

### Ліквідація
Влітку 1944 року Червона армія вийшла на околицю Вільнюса, і на початку липня вермахт раптово відступив. Табір мав бути ліквідований, а обвинуваченому в м'якості по відношенню до євреїв Плагге було заборонено брати їх з собою. Знаючи, що табір буде ліквідовано до прибуття Червоної армії, євреї зробили укриття в таборі в секретних бункерах, в стінах і на горищі. Тим не менш, вони повинні були знати, коли табір буде ліквідовано, щоб вони могли здійснити свої плани втечі або сховатися. 1 липня Плагге виступив з неформальною промовою перед ув'язненими-євреями в присутності обершарфюрера СС Ріхтера: «Лінія фронту рухається на захід, і завдання HKP — завжди перебувати на певній відстані в декількох милях від лінії фронту … У результаті ви, євреї і робітники, також будете переміщені … оскільки всі ви дуже спеціалізовані та досвідчені працівники в районі, що має велике значення для німецької армії, ви будете переведені в підрозділ HKP … Під час цієї евакуації вас буде супроводжувати СС, яка, як ви знаєте, є організацією, що займається захистом біженців. Таким чином, вам нема про що турбуватися…»
Відповідаючи на питання присутніх євреїв, Плагге додав, що «немає необхідності брати з собою речі». Коли есесівці прийшли в табір 4 липня, 500 євреїв з'явилися на перекличці й були страчені в Понарах. Інші або намагалися втекти, або ховалися в таборі. Близько 150 або 200 євреїв пережили обшуки і були звільнені Червоною армією 13 липня. З 100 000 євреїв у Вільнюсі тільки 2000 пережили Голокост; вцілілі в таборі HKP 562 становили найбільшу групу.

## Після війни
Покинувши Вільнюс, Плагге повів свій підрозділ на захід і здався армії США 2 травня 1945 року, не зазнавши жодної втрати. Оскільки він так рано вступив до нацистської партії і командував трудовим табором, де було вбито багато ув'язнених, він був засуджений у 1947 році в рамках процесу післявоєнної денацифікації, але найняв адвоката для захисту. Плагге і його колишні підлеглі розповіли суду про його спроби допомогти єврейським підневільним працівникам; адвокат Плагге попросив, щоб його класифікували як «попутника», а не як активного нациста. Колишні в'язні HKP 562 в таборі для переміщених осіб у Людвігсбурзі розповіли Марії Айхамюллер про дії Плагге. Прочитавши про суд у місцевій газеті, Айхамюллер, мабуть, дала свідчення на захист Плагге, що вплинуло на результат суду на його користь. Суд не повністю виправдав Плагге, оскільки вважав, що його дії були мотивовані гуманізмом, а не протидією нацизму.
Після суду Плагге жив останнє десятиліття свого життя спокійно і помер від серцевого нападу в Дармштадті 19 червня 1957 року. У листі до єврейського адвоката Р. Штрауса від 26 квітня 1956 року Плагге порівняв себе з доктором Рюо, персонажем роману Альбера Камю «Чума». У романі, який був написаний, коли Камю жив за часів нацистської окупації у Франції, Рюо ризикує своїм життям, щоб врятувати людей від чуми, але його зусилля не можуть врятувати дуже багатьох людей і часто здаються марними. Як і Плагге, Рюо не вважає себе героєм.
У 1999 році Перл Гуд, яка перебувала в HKP 562, вирушила до Вільнюса зі своєю сім'єю. Син Гуд, Майкл, вирішив досліджувати історію Плагге, але йому було важко знайти його, тому що вцілілі в'язні знали його тільки як «майора Плагге» і не знали його повного імені або місця народження. Через чотирнадцять місяців Гуд зміг знайти особову справу Плагге в документах вермахту. У підсумку він опублікував результати свого дослідження в 2005 році під назвою «В пошуках майора Плагге: нацист, який рятував євреїв». Гуд заснував організацію дослідників і друзів, яку він назвав «Група Плагге», і разом з вцілілими з HKP клопотав перед Яд ва-Шем, офіційним меморіалом Ізраїлю по Голокосту, щоб Плагге був визнаний «Праведником народів світу».
Їх перша петиція в 2002 році була відхилена. У наступному році вони знову подали заявку і отримали відповідь, в якому говорилося, що «ми не розуміємо, яких можливих ризиків він міг побоюватися з боку свого начальства». На думку Яд ва-Шем, зусилля Плагге з порятунку єврейських робітників і гуманного поводження з ними, ймовірно, були пов'язані з обслуговуванням військової економіки Німеччини. Група Плагге не погодилася, вказавши, що з солдатами вермахту, пов'язаними з євреями, могли вчинити так само, як з євреями; дійсно, сержант вермахту Антон Шмід був страчений у 1942 році за допомогу євреям у Вільнюському гетто. У 2004 році було виявлено лист, який Плагге написав у 1956 році Штраусу. У тому ж році було виявлене листування Плагге і оберштурмбанфюрера СС Вільгельма Гекке, в якому Плаге просив останнього пощадити примусово працюючих жінок у таборі HKP 562.
Комітет Яд ва-Шем проголосував 22 липня 2004 за те, щоб визнати Плагге Праведником народів світу. На церемонії, що відбулася в Єрусалимі 11 квітня 2005 року, були присутні багато вцілілих в'язнів, в тому числі Конрад Гессе, і кілька родичів Плагге. Мордехай Палдіель, директор комітету, подякував Перл Гуд за поїздку до Вільнюса зі своєю сім'єю і запуск ланцюга подій, які дозволили розкрити дії Плагге під час війни. Оскільки Плагге не мав нащадків, президент Технічного університету Дармштадта прийняв нагороду від його імені. У лютому 2006 року військова частина в Пфунгштадті, яка раніше називалася Франкенштайн-казерне, була перейменована в Карл-Плагге-казерне. Бюст Плагге був встановлений на шкільному майданчику гімназії Людвіга-Георга в Дармштадті. Після археологічних робіт, проведених на майданчику HKP 562 в 2017 році, у Вільнюсі в наступному році був показаний документальний фільм про Плагге і табір «Карл Плагге: добрий нацист».
Дії Плагге були вельми незвичайні; далеко не всі солдати вермахту допомагали євреям під час Голокосту. Однак солдати під його командуванням та інші офіційні особи вермахту, в тому числі Ганс Крістіан Гінгст, цивільний адміністратор окупованого німцями Вільнюса, знали про рятувальні дії Плагге і не засуджували його. Історик Кім Прімель, вивчаючи членів вермахту, які рятували євреїв у Вільнюсі, прийшов до висновку, що Плагге «залишався в сірій зоні морального компромісу, який, проте, був життєво важливий для успіху [його] рятувальних зусиль».

## Цитати
- Про себе: «Можливо, іншим не вистачило рішучості, щоб запобігти цьому жаху. Я ніколи не думав, що ця робота вимагає стільки мужності. Тут може допомогти тільки моральна сила, яка живе в глибині свідомості кожного. Більш того, для цього потрібно добра воля, хороша ідея і відданість поставленій задачі. Я ніколи не відчував, що знаходився у великій небезпеці. По суті, я не герой, а боязка людина.»

## Нагороди
- Залізний хрест 2-го класу
- Почесний хрест ветерана війни з мечами
- Пам'ятна військова медаль (Угорщина) з мечами
- Медаль за участь у Європейській війні (1915—1918) з мечами (Болгарія)
- Хрест Воєнних заслуг 2-го і 1-го класу з мечами
- Почесне звання «Праведник народів світу» (11 квітня 2005; посмертно)